# Senatswahl in Tschechien 2000
Bei der Senatswahl in Tschechien 2000 wurde ein Drittel des Senats des Parlaments der Tschechischen Republik neu gewählt. Der erste Wahlgang fand am 12. November 2000 statt, der zweite am 19. November 2000.

## Wahlverfahren
Alle zwei Jahre werden ein Drittel der 81 Senatssitze (27 Sitze) für sechs Jahre neu besetzt. Dabei standen 2000 die Sitze der Wahlkreise 2, 5, 8, …, 80 zur Wahl. Der Senat wird in Einerwahlkreisen per Mehrheitswahl gewählt. Erhält keiner der Kandidaten eine absolute Mehrheit der Stimmen im ersten Wahlgang, findet eine Stichwahl zwischen den beiden bestplatzierten Kandidaten statt.

## Ergebnisse

### Zusammenfassung
Die oppositionelle Viererkoalition, bestehend aus  KDU-ČSL, US, DEU und ODA, war der klare Wahlsieger. Sie konnte 17 von 27 Wahlkreise für sich entscheiden, wodurch sie 13 zusätzliche Sitze gewann. Insgesamt verfügte die Viererkoalition über 39 von 81 Sitzen nach der Wahl. Die konservative Demokratische Bürgerpartei (ODS) verbuchte fünf Sitzverluste. Die Sozialdemokraten (ČSSD) von Ministerpräsident Miloš Zeman verloren acht von neun Wahlkreisen, in denen sie den amtierenden Senator stellten. Die Kommunisten (KSČM) zogen zwar in acht Wahlkreisen in die Stichwahl ein, konnten aber keine davon gewinnen.
- KSČM: 3
- ČSSD: 15
- Unabh.: 2
- Unabh. (4K): 2
- US: 9
- KDU: 20
- ODA: 8
- ODS: 22

| Partei               | Partei                                                                  | Erster Wahlgang | Erster Wahlgang | Zweiter Wahlgang | Zweiter Wahlgang | Sitze ohne Neuwahl | Sitze insgesamt | ±     |
| Partei               | Partei                                                                  | Stimmen (in %)  | Sitze           | Stimmen (in %)   | Sitze            | Sitze ohne Neuwahl | Sitze insgesamt | ±     |
| -------------------- | ----------------------------------------------------------------------- | --------------- | --------------- | ---------------- | ---------------- | ------------------ | --------------- | ----- |
| Viererkoalition (4K) | Viererkoalition (4K)                                                    | 27,53           | 1 a             | 43,87            | 16 a             | 22 a               | 39 a            | +13 a |
|                      | Křesťanská a demokratická unie – Československá strana lidová (KDU-ČSL) | 27,53           | 0               | 43,87            | 8                | 12                 | 20              | +5    |
|                      | Unie svobody – Demokratická unie (US-DEU)                               | 27,53           | 1               | 43,87            | 7                | 1                  | 9               | +7    |
|                      | Občanská demokratická aliance (ODA)                                     | 27,53           | 0               | 43,87            | 1                | 7                  | 8               | +1    |
|                      | Parteilose                                                              | 27,53           | 0               | 43,87            | 0                | 2                  | 2               | ±0    |
|                      | Občanská demokratická strana (ODS)                                      | 23,60           | 0               | 29,48            | 8                | 14                 | 22              | −5    |
|                      | Komunistická strana Čech a Moravy (KSČM)                                | 17,77           | 0               | 13,02            | 0                | 3                  | 3               | −1    |
|                      | Česká strana sociálně demokratická (ČSSD)                               | 17,66           | 0               | 9,49             | 1                | 14                 | 15              | −8    |
|                      | Unabhängige                                                             | 8,74            | 0               | 4,14             | 1                | 1                  | 2               | +1    |
|                      | Sonstige Parteien                                                       | 4,70            | 0               |                  |                  | 0                  | 0               | ±0    |
| Total                | Total                                                                   | 100,00          | 1               | 100,00           | 26               | 54                 | 81              | ±0    |

### Wahlkreisergebnisse

Wahlkreisgewinner nach Parteizugehörigkeit

|  | Občanská demokratická strana Křesťanská a demokratická unie – Československá strana lidová Unie svobody – Demokratická unie Česká strana sociálně demokratická Občanská demokratická aliance Komunistická strana Čech a Moravy Sonstige Parteien / Parteilose |

| Wahlkreis               | Wahlkreissieger | Wahlkreissieger | Wahlkreissieger    | Gegner (Stichwahl) | Gegner (Stichwahl) | Gegner (Stichwahl) | % der Stimmen (Stichwahl) |
| Wahlkreis               | Partei          | Partei          | Name               | Partei             | Partei             | Name               | % der Stimmen (Stichwahl) |
| ----------------------- | --------------- | --------------- | ------------------ | ------------------ | ------------------ | ------------------ | ------------------------- |
| 2 – Sokolov             |                 | US-DEU/4K       | Jan Hadrava        |                    | ODS                | Karel Černík       | 54,78                     |
| 5 – Chomutov            |                 | ODS             | Alexandr Novák     |                    | KSČM               | Ladislav Drlý b    | 53,58                     |
| 8 – Rokycany            |                 | ODS             | Luděk Sefzig       |                    | KSČM               | Helena Suchá       | 60,76                     |
| 11 – Domažlice          |                 | ČSSD            | Petr Smutný b      |                    | parteilos          | Jaroslav Komora    | 56,09                     |
| 14 – České Budějovice   |                 | ODS             | Jiří Pospíšil b    |                    | KDU-ČSL/4K         | Petr Petr          | 56,11                     |
| 17 – Prag 12            |                 | US-DEU/4K       | Edvard Outrata     |                    | ODS                | Jan Krámek b       | 62,25                     |
| 20 – Prag 4             |                 | US-DEU/4K       | Josef Zieleniec    |                    |                    |                    | 52,11 (1. Wahlgang)       |
| 23 – Prag 8             |                 | ODS             | Alena Palečková b  |                    | KDU-ČSL/4K         | Jiřina Voňková     | 51,65                     |
| 26 – Prag 2             |                 | ODS             | Daniela Filipiová  |                    | US-DEU/4K          | Vladimír Zeman b c | 54,29                     |
| 29 – Litoměřice         |                 | KDU-ČSL/4K      | Zdeněk Bárta       |                    | KSČM               | Pavel Pospíšek     | 66,91                     |
| 32 – Teplice            |                 | ODS             | Jaroslav Kubera    |                    | KSČM               | Oldřich Bubeníček  | 56,53                     |
| 35 – Jablonec nad Nisou |                 | US-DEU/4K       | Soňa Paukrtová     |                    | ODS                | Jiří Čeřovský      | 51,38                     |
| 38 – Mladá Boleslav     |                 | ODS             | Jaroslav Mitlener  |                    | ČSSD               | Jiří Dienstbier    | 50,21                     |
| 41 – Benešov            |                 | KDU-ČSL/4K      | Helena Rögnerová   |                    | ODS                | Libuše Benešová b  | 74,50                     |
| 44 – Chrudim            |                 | KDU-ČSL/4K      | Petr Pithart b     |                    | ODS                | Petr Štěpánek      | 64,78                     |
| 47 – Náchod             |                 | US-DEU/4K       | Petr Fejfar        |                    | ODS                | Miloslav Čermák    | 62,37                     |
| 50 – Svitavy            |                 | KDU-ČSL/4K      | Jiří Brýdl b       |                    | ČSSD               | Michal Kraus       | 66,82                     |
| 53 – Třebíč             |                 | KDU-ČSL/4K      | Pavel Janata       |                    | KSČM               | Pavel Kováčik      | 65,08                     |
| 56 – Břeclav            |                 | US-DEU/4K       | Vladimír Schovánek |                    | KSČM               | Marta Struškova    | 67,38                     |
| 59 – Brno-město         |                 | KDU-ČSL/4K      | Milan Šimonovský   |                    | ODS                | Jarmila Horová     | 65,01                     |
| 62 – Prostějov          |                 | US-DEU/4K       | Robert Kolář       |                    | ČSSD               | Jan Kavan b        | 58,10                     |
| 65 – Šumperk            |                 | KDU-ČSL/4K      | Adolf Jílek        |                    | ODS                | Petr Krill         | 58,75                     |
| 68 – Opava              |                 | ODA/4K          | Josef Jařab        |                    | ODS                | Václav Vlček       | 57,09                     |
| 71 – Ostrava-město      |                 | ODS             | Milan Balabán      |                    | KSČM               | Růžena Šarišská    | 57,53                     |
| 74 – Karviná            |                 | US-DEU/4K       | Ondřej Feber       |                    | KSČM               | Milada Halíková    | 51,66                     |
| 77 – Vsetín             |                 | parteilos       | Jaroslav Kubín     |                    | ODS                | Vladimír Oplt b    | 71,17                     |
| 80 – Zlín               |                 | KDU-ČSL/4K      | Jiří Stodůlka b    |                    | ČSSD               | Stanislav Mišák    | 51,01                     |